# Quebradas del Sur
Las Quebradas del Sur (South-Downs, en el inglés original) es una localización ficticia que forma parte del legendarium creado por el escritor británico J. R. R. Tolkien y que aparece en sus novelas de El Señor de los Anillos. Se trata de un conjunto de colinas suaves y onduladas. Cuenta con una extensión de 75 millas de oeste a este, encontrándose en pleno centro de Eriador. El núcleo de población más cercano es Bree a algo menos de 50 millas. También se encuentran cerca de dos grandes vías de comunicación, el Camino Verde y el Gran Camino del Este. Están separadas de las  Quebradas de los Túmulos por el desfiladero de Andrath. Son descritas como una tierra triste y vacía, de escasa vegetación.

## Nombre
El nombre "Sur" para estas colinas no parece estar relacionado con su ubicación geográfica. Durante la época de Arnor, las Quebradas se encontraban en el centro del reino. Tras la fragmentación de Arnor en reinos más pequeños, estas se ubicaron en el norte de Cardolan. Es probable que el término "Sur" se deba a su posición al sur del Gran Camino del Este que atravesaba Eriador, o de la Torre de Amon Sûl, que también estaba situada a lo largo de esta vía. Otra posible explicación es que esta denominación se adoptó simplemente porque se encontraban considerablemente al sur de las Quebradas del Norte, donde se hallaba la ciudad de Fornost.

## Historia
Las Quebradas del Sur, permanecieron hasta el 3320 de la Segunda Edad, sin pertenecer a ningún país de la Tierra Media, hasta la anteriormente citada fecha, año en el que Elendil el Alto fundó el Reino en el Exilio de Arnor. Las Quebradas del Sur pertenecieron a Arnor, hasta que a la muerte del rey Eärendur en el 861 de la Tercera Edad  Arnor fue dividió en tres reinos: Arthedain, Cardolan y Rhuadur, por sus hijos. Las Quebradas del Sur quedaron adscritas al reino de Cardolan, al que pertenecieron hasta su caída en el año 1636 T.E. Después de la desaparición de Cardolan, estuvieron varios siglos sin pertenecer a ningún estado, hasta la fundación del Reino Unificado de Arnor y Gondor en el 3020 T.E. por el rey Elessar, del que pasaron a formar parte.

## Creación
La elección del nombre "South Downs" por parte de Tolkien podría haber estado inspirada en un conjunto de colinas reales que llevan el mismo nombre. Estas se extienden a lo largo de la costa sur de los condados de Hampshire y Sussex Oriental en Inglaterra, y presentan diversas características geográficas que se asemejan a las Quebradas del Sur de la Tierra Media. 